# Shelby Young
Shelby Ingrid Young (Hialeah, Florida; 8 de abril de 1992) es una actriz estadounidense conocida por sus papeles en The Social Network y Wild Child. También hace la voz de los comerciales de Lucky Charms, Trix y Coco Puffs e interpreta el papel de Kinsey en Days of Our Lives.

## Carrera
Young trabaja en cine y televisión, con apariciones notables en Everybody Hates Chris y Ghost Whisperer, como también un papel en la película Waltzing Anna. Young fue la primera en interpretar a Stephanie en el piloto de LazyTown. Young hace trabajos de voces para películas, y es una cantante adolescente. Interpretó a Ruby en Wild Child. Interpretó el papel de Kinsey en Wild Child. El 27 de julio de 2011, se reportó que Young se había ido de Days of Our Lives, donde interpretó a Kinsey desde 2009. En 2011 Apareció en American Horror Story: Murder House. Interpretando a Leah En 2013 participó en la serie estadounidense de SyFy Summer Camp interpretando a Adriy y luego en 2014 regresó de nuevo a la serie estadounidense
Young protagonizó la película de terror de metraje encontrado Nightlight ;  la película se estrenó en versión limitada y a través de video on demand el 27 de marzo de 2015. Ese mismo año, apareció en la película The House Sitter junto a Kate Ashfield . También protagonizó la película de terror y suspenso A Haunting in Cawdor, que se estrenó en el Reino Unido el 9 de octubre de 2015 y en los Estados Unidos en marzo de 2016.

### Actriz de doblaje
Young actualmente interpreta a la princesa Leia Organa en la serie de Disney Channel Star Wars Forces of Destiny . Young también grabó la voz y la captura de movimiento para el papel principal de Annie en Dead Rising 3 , Becca en Battlefield 1 y Minnie Smith/Supervisora de guiones en Wolfenstein II: The New Colossus . 
Young también prestó su voz a varios personajes en el contenido descargable Final Fantasy XV Assassin's Festival. Previamente, Young prestó su voz a muchos de los comerciales de Toys R Us , Trix , Lucky Charms y Coco Puffs.

## Filmografía
- Everybody Hates Chris.
- Ghost Whisperer.
- LazyTown ..... Stephanie (piloto)
- Wild Child ..... Ruby
- Days of Our Lives ..... Kinsey
- American Horror Story: Murder House..... Leah